# 前畑静香
前畑 静香（まえはた しずか、1986年11月22日 - ）は、山口県を拠点に活躍する日本のフリーアナウンサー、鹿児島読売テレビ（KYT）所属の元アナウンサー。

## 来歴・人物
鹿児島県伊佐市出身。血液型はA型。鹿児島県立大口高等学校、熊本大学法学部卒。学生時代のあだ名は「しぃちゃん」。
大学卒業後の2009年に、鹿児島読売テレビにアナウンサーとして入社。
2013年10月2日の情報ライブ ミヤネ屋では夏季休暇中だった川田裕美に代わりMCを担当した。
趣味は岩盤浴、お笑いなど。好きな言葉は「念ずれば花開く」。好きな本は「震える牛」などといった推理ミステリー系や「おひさまあはは」。憧れとする人物は向井理。
自身がキャスターを務める『KYT news every.かごしま』2016年9月28日放送分をもって同番組を卒業すると共にKYTを退社することを報告した。退社後は同年結婚した八谷英樹（山口朝日放送アナウンサー） のいる山口県に転居したが、同じくMCを務める『かごピタ』については引き続きフリーの立場で出演を続け、2018年3月まで出演し産休に入った。2児を出産後、2024年からフリーアナウンサーとしての活動を再開している。

## 出演番組

### 現在
- YOU!どきっ （山口朝日放送、2024年～）
- SUZUKI LUNCHEON DRIVING （エフエム山口、2024年10月～）

### 過去
- かごピタ（メインMC・2014年9月～2018年3月)
- KYT news every. (2013年4月〜2014年9月までは全曜日担当、2014年9月29日から2016年9月28日まで月曜～水曜担当)
- KYTニュース
- 情報ライブ ミヤネ屋 - 2013年10月2日代理司会
- 24時間テレビ36inかごしま
- 行長万里の50円クッキング[6] - 2代目アシスタント 2009年10月4日から[7]
- ユメイロ@ネット - 3代目司会者・2013年3月まで
- 九州2015 - 司会（毎年末に放送、NNN九州系列6局共同制作、九州各県の一年間の重大ニュースや話題を振り返る報道特番）[8]
- ズームイン!!SUPER 4代目鹿児島担当キャスター・ローカルコーナー「ズムかご」担当[9]（2009年10月から2011年3月まで）[10]

- 土曜NEWSファイル CUBE（ テレビ西日本、リポーター）